# Dąbrówka (gmina Tarłów)
Dąbrówka – wieś  w Polsce położona w województwie świętokrzyskim, w powiecie opatowskim, w gminie Tarłów. Wieś w sołectwie Łubowa
Wierni kościoła rzymskokatolickiego należą do parafii Świętej Trójcy w Tarłowie.
Według spisu powszechnego z roku 1921 – kolonia Dąbrówka w gminie Lasocin, posiadała 16 domów i 98 mieszkańców
W latach 1975–1998 miejscowość należała administracyjnie do województwa tarnobrzeskiego.